# Erik Toft
Erik Thorsteinsen Toft, más conocido como Erik Toft, (Elverum, 14 de noviembre de 1992) es un jugador de balonmano noruego que juega de lateral izquierdo en el Elverum Håndball. Es internacional con la selección de balonmano de Noruega.
Su primer gran competición con la selección fue el Campeonato Europeo de Balonmano Masculino de 2022.

## Palmarés

### Elverum
- Liga de Noruega de balonmano (6): 2012, 2013, 2014, 2015, 2016, 2017

## Clubes
| Club             | País      | Año         |
| ---------------- | --------- | ----------- |
| Elverum Handball | Noruega   | 2010 - 2017 |
| Mors-Thy HB      | Dinamarca | 2017 - 2022 |
| KIF Kolding      | Dinamarca | 2022 - 2024 |
| Elverum Håndball | Noruega   | 2024 - Act. |